# 63. ročník udílení Zlatých glóbů
Přímý přenos 63. ročníku udílení Zlatých glóbů se vysílal živě 16. ledna 2006 přes televizní stanici NBC. Nejvíce nominací obdržel snímek Zkrocená hora, celkem 7, domů si odnesl celkem 4 ceny.

## Vítězové a nominovaní

### Filmové počiny
| Nejlepší film (drama) | Nejlepší film (komedie / muzikál) |
| --- | --- |
| - Zkrocená hora - Nepohodlný - Dobrou noc a hodně štěstí - Dějiny násilí - Match Point – Hra osudu | - Walk the Line - Show začíná - Pýcha a předsudek - Producenti - Sépie a velryba |
| Nejlepší herec (drama) | Nejlepší herečka (drama) |
| - Philip Seymour Hoffman – Capote jako Truman Capote - Russell Crowe – Těžká váha jako James J. Braddock - Terrence Howard – Snaž se a jeď jako DJay - Heath Ledger – Zkrocená hora jako Ennis Del Mar - David Strathairn – Dobrou noc a hodně štěstí jako Edward R. Murrow                                                                         | - Felicity Huffmanová – Transamerika jako Sabrina Bree Osbourne - Maria Bellová – Dějiny násilí jako Edie Stall - Gwyneth Paltrow – Důkaz jako Catherine Llewellyn - Ziyi Zhang – Gejša jako Chiyo Sakamoto / Sayuri Nitta                                                                                               |
| Nejlepší herec (komedie / muzikál) | Nejlepší herečka (komedie / muzikál) |
| - Joaquin Phoenix – Walk the Line jako Johnny Cash - Jeff Daniels – Sépie a velryba jako Bernard Berkman - Johnny Depp – Karlík a továrna na čokoládu jako Willy Wonka - Nathan Lane – Producenti jako Max Bialystock - Cillian Murphy – Snídaně na Plutu jako Patrick / Patricia "Kitten" Braden - Pierce Brosnan – Matador jako Julian Noble      | - Reese Witherspoonová – Walk the Line jako June Carter Cash - Joan Allen – Vztekle tvá - Judi Denchová – Show začíná jako Laura Henderson - Keira Knightley – Pýcha a předsudek jako Elizabeth Bennet - Laura Linneyová – Sépie a velryba jako Joan Berkman - Sarah Jessica Parker – Základ rodiny jako Meredith Morton |
| Nejlepší herec ve vedlejší roli | Nejlepší herečka ve vedlejší roli |
| - George Clooney – Syriana jako Bob Barnes - Paul Giamatti –Těžká váha jako Joe Gould - Matt Dillon – Crash jako strážník John Ryan - Will Ferrell – Producenti jako Franz Liebking - Bob Hoskins – Show začíná jako Vivian Van Damm | - Rachel Weisz – Nepohodlný jako Tessa Quayle - Michelle Williamsová – Zkrocená hora jako Alma Beers Del Mar - Frances McDormandová – Její případ jako Glory Dodge - Shirley MacLaine – Zná jí jako svý boty jako Ella Hirsh - Scarlett Johanssonová – Match Point – Hra osudu jako Nola Rice                            |
| Nejlepší režie | Nejlepší scénář |
| - Ang Lee – Zkrocená hora - George Clooney – Dobrou noc a hodně štěstí - Woody Allen – Match Point – Hra osudu - Fernando Meirelles – Nepohodlný - Peter Jackson – King Kong - Steven Spielberg – Mnichov | - Larry McMurtry a Diana Ossana – Zkrocená hora - Woody Allen – Match Point – Hra osudu - George Clooney a Grant Heslov – Dobrou noc a hodně štěstí - Paul Haggis a Bobby Moresco – Crash - Tony Kushner a Eric Roth – Mnichov                                                                                           |
| Nejlepší filmová píseň | Nejlepší hudba |
| - „A Love That Will Never Grow Old“ – Emmylou Harris – Zkrocená hora - „Christmas in Love“ – Tony Renis a Mara Jan Marrow – Christmas in Love - „There's Nothing Like a Show on Broadway“ – Mel Brooks – Producenti - „Travelin' Thru“ – Dolly Parton – Transamerika - „Wunderkind“ – Alanis Morissette – Letopisy Narnie: Lev, čarodějnice a skříň | - John Williams – Gejša - Alexandre Desplat – Syriana - Harry Gregson-Williams – Letopisy Narnie: Lev, čarodějnice a skříň - James Newton Howard – King Kong - Gustavo Santaolalla – Zkrocená hora |
| Nejlepší cizojazyčný film | |
| - Ráj hned teď - Merry Christmas - Kung-fu mela - Tsotsi - Úpis | |

### Televizní počiny
| Nejlepší televizní seriál (drama) | Nejlepší televizní seriál (komedie) |
| --- | --- |
| - Ztraceni - První prezidentka - Chirurgové - Útěk z vězení - Řím | - Zoufalé manželky - Vincentův svět - Larry, kroť se - Everybody Hates Chris - Tráva - Jmenuju se Earl |
| Nejlepší herec v seriálu (drama) | Nejlepší herečka v seriálu (drama) |
| - Hugh Laurie – Dr. House jako Dr. Gregory House - Patrick Dempsey – Chirurgové jako Dr. Derek Shepherd - Wentworth Miller – Útěk z vězení jako Michael Scofield - Matthew Fox – Ztraceni jako Jack Shephard - Kiefer Sutherland – 24 hodin jako Jack Bauer                                   | - Geena Davisová – První prezidentka jako prezidentka Mackenzie Allen - Patricia Arquette – Medium jako Allison DuBois - Glenn Close – Policejní odznak jako kapitánka Monica Rawling - Kyra Sedgwick – Closer jako Brenda Leigh Johnson - Polly Walker – Řím jako Atia                                                              |
| Nejlepší herec v seriálu (komedie / muzikál) | Nejlepší herečka v seriálu (komedie / muzikál) |
| - Steve Carell – Kancl jako Michael Scott - Zach Braff – Scrubs: Doktůrci jako John Michael J.D. Dorian - Larry David – Larry, kroť se jako Larry David - Jason Lee – Jmenuju se Earl jako Earl Hickey - Charlie Sheen – Dva a půl chlapa jako Charlie Harper                                 | - Mary-Louise Parkerová – Tráva jako Nancy Botwin - Marcia Crossová – Zoufalé manželky jako Bree Van de Kamp - Felicity Huffmanová – Zoufalé manželky jako Lynette Scavo - Teri Hatcherová – Zoufalé manželky jako Susan Mayer - Eva Longoria – Zoufalé manželky jako Gabrielle Solis                                                |
| Nejlepší minisérie nebo TV film | |
| - Zánik Empire Falls - Na Západ - Lackwanna blues - V utajení - Viva Blackpool - Warm Springs | |
| Nejlepší herec v minisérii nebo TV filmu | Nejlepší herečka v minisérii nebo TV filmu |
| - Jonathan Rhys Meyers – Elvisovy začátky jako Elvis Presley - Kenneth Branagh – Warm Springs jako Franklin D. Roosevelt - Ed Harris – Zánik Empire Falls jako Miles Roby - Bill Nighy – The Girl in the Café jako Lawrence - Donald Sutherland – Obchod s bílým masem jako agent Bill Meehan | - S. Epatha Merkerson – Lackawanna Blues jako Rachel "Nanny" Crosby - Halle Berryová – Jejich oči sledovaly bohy jako Janie Crawford - Kelly Macdonaldová – The Girl in the Café jako Gina - Cynthia Nixonová – Warm Springs jako Eleanor Roosevelt - Mira Sorvino – Obchod s bílým masem jako agentka Kate Morozov / Katya Morozova |
| Nejlepší vedlejší herec v seriálu, minisérii nebo TV filmu | Nejlepší vedlejší herečka v seriálu, minisérii nebo TV filmu |
| - Paul Newman – Zánik Empire Falls jako Max Roby - Naveen Andrews – Ztraceni jako Sayid Jarrah - Jeremy Piven – Vincentův svět jako Ari Gold - Randy Quaid – Elvisovy začátky jako Tom Parker - Donald Sutherland – První prezidentka jako Nathan Templeton                                   | - Sandra Oh – Chirurgové jako doktorka Cristina Yang - Candice Bergen – Kauzy z Bostonu jako Shirley Schmidt - Camryn Manheim – Elvisovy začátky jako Gladys Presley - Elizabeth Perkins – Tráva jako Celia Hodes - Joanne Woodwardová – Zánik Empire Falls jako Francine Whiting                                                    |